# Kanoa Igarashi
Kanoa Igarashi (* 1. Oktober 1997 in Santa Monica, Vereinigte Staaten) ist ein japanischer Surfer.

## Biografie
Kanoa Igarashi kam als Sohn zweier Japaner in Santa Monica, Vereinigte Staaten geboren. Bereits im Alter von drei Jahren ging Kanoa Igarashi mit seinem Vater früh morgens in Huntington Beach surfen. Mit sieben Jahren gewann er dann seine erste Trophäe und mit 14 Jahren konnte er als jüngster Surfer der Geschichte eine U18 US-Meisterschaft gewinnen. Im gleichen Jahr gewann er zudem den Governors’ Cup bei den Surfing America Championships.
2016 nahm er als jüngster Athlet der Geschichte an der World Surf League teil. Er gewann 2017 und 2018 in seiner Heimatstadt Huntington Beach die Vans U.S. Open. Es folgten mehrere Medaillen bei den ISA World Surfing Games 2018 und 2019. Seinen ersten Sieg auf der Championship Tour konnte Igarashi ebenfalls 2019 bei dem Corona Bali Protected in Indonesien feiern. Zudem qualifizierte er sich über die World Surf League für die Olympischen Sommerspiele 2020, wo erstmals Surfwettkämpfe zum Wettkampfprogramm gehörten. Aufgrund der COVID-19-Pandemie wurden die Spiele jedoch um ein Jahr verschoben. Im Shortboardwettkampf unterlag Igarashi im Finale dem Brasilianer Italo Ferreira und gewann am Ende die Silbermedaille. Bei den ISA World Surfing Games 2022 konnte Igarashi sich in seiner Heimat Huntington Beach zum Weltmeister krönen. Zudem qualifizierte er sich erneut für die Olympischen Sommerspiele 2024.